# Heini Thoma
Heinrich "Heini" Thoma (ur. 16 października 1900, zm. 16 października 1982) – szwajcarski wioślarz, brązowy medalista olimpijski.
Wystąpił na igrzyskach olimpijskich w Paryżu, gdzie zdobył brązowy medal w dwójce podwójnej, partnerował mu Rudolf Bosshard. Został tam także zgłoszony do startu w dwójkach bez sternika, jednak ostatecznie nie wystąpił. Był to jego jedyny start olimpijski.
Ponadto w dwójkach podwójnych zdobył złote medale na mistrzostwach Europy w Como (1923) i mistrzostwach Europy w Zurychu (1924), a na mistrzostwach Europy w Amsterdamie (1921) triumfował w ósemce.